# Eunidia simplex
Eunidia simplex är en skalbaggsart som beskrevs av Charles Joseph Gahan 1890. Eunidia simplex ingår i släktet Eunidia och familjen långhorningar. Inga underarter finns listade i Catalogue of Life.